# Деј Хајтс (Охајо)
Деј Хајтс (енгл. Day Heights) насељено је место без административног статуса у америчкој савезној држави Охајо.

## Демографија
По попису из 2010. године број становника је 2.620, што је 203 (-7,2%) становника мање него 2000. године.
| Група             | 2000.         | 2010.         |
| Белци             | 2.745 (97,2%) | 2.513 (95,9%) |
| Афроамериканци    | 28 (1,0%)     | 35 (1,3%)     |
| Азијати           | 7 (0,2%)      | 12 (0,5%)     |
| Хиспаноамериканци | 14 (0,5%)     | 41 (1,6%)     |
| Укупно            | 2.823         | 2.620         |